# ژابین (استان وارمی-ماسوری)
ژابین (به لهستانی:  Żabin) یک روستا در لهستان است که در گمینا بانگه مازورسکیه واقع شده‌است. ژابین ۲۱۰ نفر جمعیت دارد.